# Simsia
Sclerocarpus, biljni rod iz porodice glavočika (Compositae). Pripada mu 30 priznatih vrsta smješten u podtribus Helianthinae, dio tribusa Heliantheae.
Rod Simsia porijeklom je iz Novog svijeta. Obuhvaća jednogodišnje raslinje, trajnice, grmove i polugrmove.. 

## Vrste
1. Simsia amplexicaulis (Cav.) Pers.
2. Simsia annectens S.F.Blake
3. Simsia benziorum (B.L.Turner) E.E.Schill. & Panero
4. Simsia bicentenarialis Rzed. & Calderón
5. Simsia calva (A.Gray & Engelm.) A.Gray
6. Simsia chaseae (Millsp.) S.F.Blake
7. Simsia cronquistii H.Rob. & Brettell
8. Simsia dombeyana DC.
9. Simsia eurylepis S.F.Blake
10. Simsia foetida (Cav.) S.F.Blake
11. Simsia fruticulosa S.F.Blake
12. Simsia ghiesbreghtii (A.Gray) S.F.Blake
13. Simsia hintonii H.Rob. & Brettell
14. Simsia holwayi S.F.Blake
15. Simsia jamaicensis S.F.Blake
16. Simsia lagasceiformis DC.
17. Simsia lupo Al.Rodr.
18. Simsia molinae H.Rob. & Brettell
19. Simsia ovata (A.Gray) E.E.Schill. & Panero
20. Simsia pastoensis Triana
21. Simsia rhombifolia (B.L.Rob. & Greenm.) E.E.Schill. & Panero
22. Simsia sanguinea A.Gray
23. Simsia santarosensis D.M.Spooner
24. Simsia setosa S.F.Blake
25. Simsia spooneri Panero & E.E.Schill.
26. Simsia steyermarkii H.Rob. & Brettell
27. Simsia subsetosa H.Rob. & Brettell
28. Simsia sylvicola Panero & E.E.Schill.
29. Simsia tenuis S.F.Blake
30. Simsia villasenorii D.M.Spooner

## Sinonimi
- Armania Bertero ex DC.; Prodr. [A. DC.] 5: 576 (1836)
- Barrattia A.Gray & Engelm.; Proc. Amer. Acad. Arts 1: 48 (1846)